# Centesimus Annus
Centesimus Annus (укр. сотий рік) — енцикліка Папи Римського Івана Павла II від 1 травня 1991 року, присвячена сторіччю з опублікування «Rerum Novarum».

## Історія
Ця енцикліка була відкритим листом, адресованим єпископам Католицької Церкви. Папа Лев XIII випустив енцикліку «Rerum Novarum» («Виходячи з нових зобов'язань»), в якій проголосив нову соціальну доктрину Церкви і заснував громадський рух «народна католицька дія» (Католицька Акція). Через 10 років, в енцикліці «Graves de Communi Re», рух отримав сучасну назву «християнська демократія». Згодом церква продовжила традицію вносити уточнення в свою соціальну доктрину на круглі річниці з опублікування «Rerum Novarum». Серед найважливіших документів такого роду — «Quadragesimo Anno», «Mater et Magistra» і «Centesimus Annus».

## Зміст
У своєму листі Папа Іван Павло II торкнувся глибоких змін в політичних системах країн Східної Європи, які привели до падіння комуністичних режимів. Енцикліка докладно обговорює західний капіталізм і східноєвропейський соціалізм. Папа висловився на користь капіталізму, за умови, що це відповідає вимогам справедливості. У той же час він засудив споживчу культуру Заходу і зловживання великих власників своїм переважним становищем за рахунок робітників.
Енцикліка складається з вступу і шести розділів. У першому розділі Іван Павло II звернув увагу на аморальний характер змін, з якими мав справу Лев XIII в 1891 р. Нова соціальна доктрина стверджувала, що структура суспільства повинна бути похідною християнського бачення людини. У той же час, Лев XIII прагнув уникнути крайнощів як соціалізму, так і економічного лібералізму.
У другому розділі Іван Павло II перейшов до змін сьогодення. Він пояснив падіння комуністичних режимів підпорядкуванням людини соціально-економічному механізмові в східноєвропейських моделях соціалізму. Папа висловився на підтримку соціальної справедливості, але при цьому засудив класову боротьбу. Замість цього він підтримав ідею, що держава повинна поважати автономію окремих економічних суб'єктів і їх об'єднань. Найважливішими принципами тут є субсидіарність і солідаризм. Папа підкреслив, що свобода полягає не в себелюбстві (егоїзм), а в слухняності Істині. Глава закінчується критичним аналізом споживацтва, гонки озброєнь, захисту прав людини і допомоги жебручим (бідним) країнам.
Третя глава являє собою огляд розпаду системи Варшавського договору в 1989 р. На думку Івана Павла II, цьому сприяли порушення прав робітників, неефективність командної економіки, утопічність бажання знищити все зло і духовна ущербність атеїзму.
Центральним у листі є четверта глава, яка обговорює ринкову економіку. Згідно Івана Павла II, право на приватну власність фундаментальне, але не абсолютне. Бог створив Землю заради загального блага, тому всі продукти праці в кінцевому підсумку є загальнолюдським надбанням. З одного боку, власність випливає з людської свободи, але з іншого боку, у неї є соціальна функція, яка випливає з принципу підпорядкування всієї діяльності людини цілям спільного блага. Папа особливо підкреслив, що цей аргумент стосується зокрема інтелектуальної власності і навичок.
Хоча сучасна ринкова економіка має переваги (свобода, ініціатива, процвітання), вона також пов'язана з несправедливістю: обмеженням доступу бідних до благ цивілізації, експлуатацією, пріоритетом речей над людьми. Ринок втрачає свою ефективність у питаннях, де не визначені купівельна спроможність і ресурси, як наприклад, у питаннях про захист навколишнього середовища. Таким чином, економічна система повинна бути не просто капіталістичною, а й забезпечувати відповідальне ставлення до економічної свободи і позитивну роль бізнесу. Папа також підкреслив, що прагнення до більш високої якості життя повинно мати духовний вимір і поєднуватися з прагненням до добра.
П'ята глава присвячена стосункам держави і культури. Іван Павло II затаврував тоталітаризм і висловився на користь демократії і правової держави. Він підкреслив, що демократія повинна спиратися на моральні цінності і що під час відсутності істини свобода втрачає свої підстави. Тому найважливішим з прав людини Іван Павло II назвав право жити за правдою свого віросповідування. Папа зазначив роль громадських організацій в реалізації прав людини і закликав державу поважати їх автономію відповідно до принципу субсидіарності. Він засудив бюрократизм при розподілі соціальної допомоги та надмірне державне регулювання економіки, натомість закликав до менш масштабної підтримки реально потребуючих.
У заключному шостому розділі Іван Павло II нагадав про необхідність вдосконалення ринкових економічних інститутів, незважаючи на зникнення загрози з боку комуністичних режимів. Папа закликав до уважного ставлення до бідних, відмови від гріховного способу життя та установки (курсу) на справедливість.

## Centesimus Annus Pro Pontifice
Слідом за публікацією «Centesimus Annus», ініціативна група на чолі з кардиналами Росаліо Хосе Кастільо Лара і Джованні Лайоло вирішила звернутися до католиків, яка займає провідні позиції в бізнесі й фінансах, щоб вони сприяли поширенню соціального вчення Церкви. На заклик відгукнулися багато підприємців і банкіри, і за поданням кардинала Лари, Іван Павло II своїм хірографом від 13 червня 1993 р. заснував фонд «Centesimus Annus Pro Pontifice» (CAPP).
Метою фонду є поширення людських, етичних, суспільних і християнських цінностей, зокрема, цінностей, викладених в «Centesimus Annus». Фонд інформує лідерів ділового та професійного світу про соціальне вчення Католицької церкви, стимулює розширення ролі Церкви в сучасному суспільстві та шукає спонсорів для підтримки діяльності Ватикану.